# Dreierwalde
Dreierwalde ist einer von vier Ortsteilen der Stadt Hörstel im Tiefland der äußersten Westspitze der westfälischen Region Tecklenburger Land (Kreis Steinfurt). Die bis 1974 selbständige Gemeinde wurde im Rahmen der kommunalen Neugliederung ein Stadtteil von Hörstel.

## Geographie
Die Ortschaft Dreierwalde liegt rund sieben Kilometer nordöstlich von Rheine am nordwestlichen Ende des Teutoburger Walds zwischen dem Münsterland im Süden und dem Emsland im Norden. Sie befindet sich im Mittel 36,65 m ü. NN und wird von der Dreierwalder Aa durchflossen. Rund drei Kilometer südwestlich führt ein Abschnitt des Dortmund-Ems-Kanals an Dreierwalde vorbei.

## Geschichte

### Entstehung des Ortes
Zur Entstehungsgeschichte des Ortes gibt es zwei Theorien: Die erste führt den Namen auf "drei Häuser im Walde" (tres domus in foresto) zurück. Diese Theorie wird auch im Ortswappen dargestellt. Nach neueren geschichtlichen Untersuchungen ist aber davon auszugehen, dass hiermit nicht das Gebiet der heutigen Ortschaft Dreierwalde gemeint war. Die Überlieferung geht aus einer Stiftsurkunde des 11. Jahrhunderts verschiedener Bauerschaften des Kirchspiels Rheine hervor. Sicher ist, dass Dreierwalde als ein Teil des Speller Waldes zur Diözese Osnabrück gehörte. Hingegen berichtet die Urkunde von Höfen aus dem Gebiet der Diözese Münster.
Die zweite Theorie führt den Ortsnamen auf "Dreyer im Wolde" zurück. In einer preußischen Schrift von 1822 ist hierzu folgendes zu lesen: 

„Den Ursprung von Dreyerwalde will man daher leiten, daß sich früherhin zwei Bauren Erbe in einem großen Wald belegen zum Kirchspiel Plantlünne gehört haben, und sich allmählig in der Nachbarschaft dieser Erbe Familien angebaut haben, welche sich mit Hölzern Schüsseln zu drehen beschäftigt haben sollen, daher die anfängliche Benennung, dieses sich nachhero eigens gebildeten Kirchspiels (Dreiherwold) sich in Dreyerwalde umgeändert hat.“

### Frühgeschichte bis 15. Jahrhundert
Das Gebiet um die heutige Ortschaft Dreierwalder, im Speller Wald gelegen, gehörte nachweislich zur Diözese Osnabrück. Im Jahr 1236 erwarben die Grafen von Tecklenburg die Osnabrücker Hochvogtei und Dreierwalde bzw. der Speller Wald wurde Teil der Grafschaft Tecklenburg. Durch anhaltender Auseinandersetzungen des Grafen Nikolaus II. von Tecklenburg mit den mächtigen Nachbarn Münster und Osnabrück, resultierte der Verlust des Gebietes im Jahr 1400 an das Hochstift Münster.

### 15. bis 18. Jahrhundert
Die erste urkundliche Erwähnung Dreierwaldes findet sich in einem alten Schätzregister von 1498. Dreierwalde wurde als Bauerschaft im Kirchspiel Plantlünne aufgeführt. 1509 wurde eine Kirche gebaut und der Chor der heutigen katholischen Pfarrkirche St. Anna wurde errichtet. Während des Dreißigjährigen Krieges wurde der Ort 1623 von Söldnern geplündert. Auf dieses Ereignis wird die Entstehung des Bürgerschützenvereins zurückgeführt. Der erste Hinweis auf eine Schule im Ort stammt aus dem Jahr 1662. Die Errichtung des St. Annen Bildstockes datiert auf das Jahr 1746. Eine Vergrößerung der Kirche wurde auf Bestreben von Pfarrer Burrichter im Jahr 1771 begonnen.
Bis zum Beginn des 19. Jahrhunderts gehörte der Ort zum Amt Rheine-Bevergern im Hochstift Münster.

### 19. Jahrhundert

Auszug aus dem Buch: "Stadt und Amt Rheine" Heinrich Vollmer, 1903, Seiten 28 und 29

Im Reichsdeputationshauptschluss von 1803 wurde das Hochstift Münster endgültig aufgelöst. Die Region und damit Dreierwalde wurde dem Königreich Preußen zugeteilt. Im Tilsiter Frieden von 1807 wurde von Preußen seine Besitzungen aus dem ehemaligen Hochstift Münster an Napoleon abgetretenen. Napoleon ordnete das Gebiet 1808 dem Rheinbundstaat Großherzogtum Berg zu. Dreierwalde gehörte zum Arrondissement Lingen im Departement der Ems. 1811 kam Dreierwalde schließlich direkt zum Kaiserreich Frankreich und gehörte nun zum Département de l’Ems-Supérieur. Nach der Niederlage Napoleons in der Völkerschlacht bei Leipzig kam das Gebiet 1813, zunächst provisorisch, wieder zu Preußen. Nach den 1815 auf dem Wiener Kongress getroffenen Vereinbarungen wurde die Region dauerhaft dem Königreich Preußen zugeordnet. Unter der preußischen Verwaltung gehörte der Ort von 1815 zur neuen Provinz Westfalen und von 1816 zum Kreis Tecklenburg und kehrte somit in das Tecklenburger Land zurück.
Die Bürgermeisterei wurde 1822 an das Amt Bevergern angeschlossen. 1882 wurden die Marken geteilt.

### 20. Jahrhundert
Zu Beginn des 20. Jahrhunderts kam es zu umfangreichen Straßenbauarbeiten um Dreierwalde: 1904 wurde eine feste Landstraße zwischen Dreierwalde und Rheine gebaut, 1908 eine Straße zwischen Dreierwalde und Hopsten, 1914 eine Straße nach Spelle und 1926 eine nach Hörstel. Ebenfalls 1926 wurde die Kraftpostlinie Rheine-Dreierwalde-Hopsten eröffnet.
Seit 1927 verfügt Dreierwalde über elektrischen Strom für Licht und Kraft. Im Zuge der Auflösung des Amtes Bevergern gelangte Dreierwalde 1930 zu Riesenbeck.
Am 1. April 1932 wurde ein mehr als 4 km2 großes Gebiet der Nachbargemeinde Hörstel übernommen.
Im Jahr 1949 wurde der Sportverein Brukteria Dreierwalde gegründet. Ein Neubau der örtlichen Schule erfolgte 1956, deren Erweiterung 1964. 1969 wurden Straßennamen eingeführt.
Mit der Gebietsreform (§ 29 Münster/Hamm-Gesetz) wurde Dreierwalde am 1. Januar 1975 in die neue Stadt Hörstel eingegliedert.

### Bürgermeister der ehemaligen Gemeinde Dreierwalde
- 1972–1974 Albert Busjan (CDU)[5]
- 1952–1972 Ewald Wieschemeyer

## Sehenswürdigkeiten

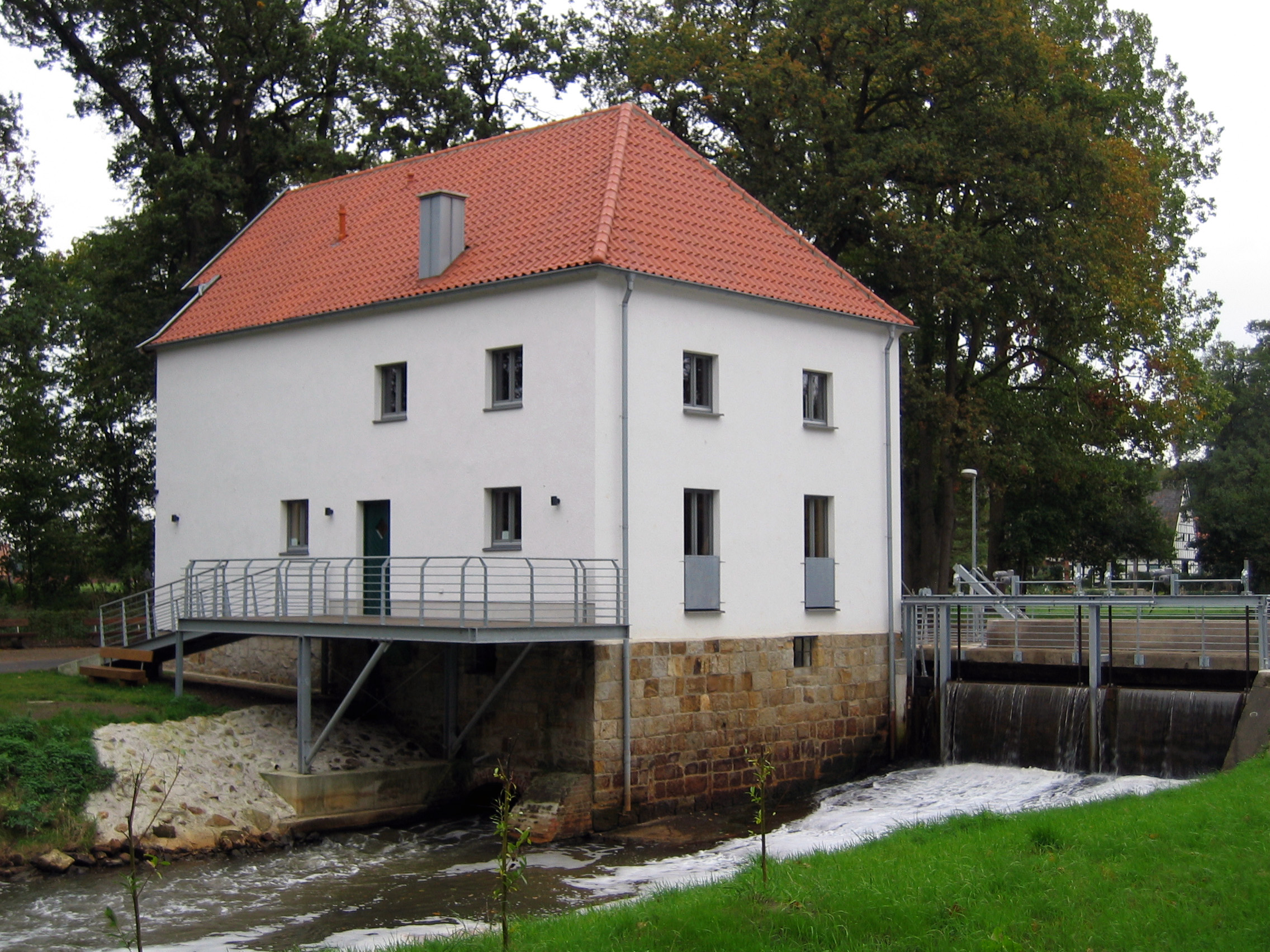
Reinings Mühle

- Katholische Kirche St. Anna (ursprünglich spätgotisch)
- Reinings Mühle
- Lünnemanns Pättken (Naturlehrpfad)

## Persönlichkeiten
- Georg Hermes (* 22. April 1775 in Dreierwalde; † 26. Mai 1831 in Bonn), Theologe und Philosoph
- Aloys Heuvers (* 15. Dezember 1888 in Dreierwalde; † 1. Juni 1967 in Bochum), Maschinenbau-Ingenieur und langjähriger Betriebsdirektor beim Bochumer Verein
- August Wieschemeyer (* 9. April 1904 in Dreierwalde; † 31. März 1979), Maristenpater und Theologe; erwarb sich große Verdienste um das Kloster Fürstenzell und war Ehrenbürger der Gemeinde Fürstenzell
- Simon Scherder (* 2. April 1993 in Dreierwalde), Fußballspieler des Zweitligisten SC Preußen Münster
- Marius Bülter (* 29. März 1993 in Ibbenbüren), Fußballspieler des Bundesligisten TSG 1899 Hoffenheim, wuchs in Dreierwalde auf, sein erster Verein war Brukteria Dreierwalde.